# Зоран Ђорђић
Зоран Ђорђић (Шабац, 15. октобар 1966) је бивши српски рукометаш. Са репрезентацијом Југославије је освојио бронзану медаљу на Светском првенству у рукомету 1999. у Египту и 2001. у Француској. У својој каријери играо је за Металопластику, Партизан, ОМ Витрол, Шамбери Савоју, Валау-Масенхајм, Мелсунген, Вецлар и Хамбург. Његов син је Петар Ђорђић, актуелни првотимац Партизана и бивши репрезентативац Србије.

## Трофеји

### Металопластика
- Првенство СФР Југославије (2) : 1986/87, 1987/88.

### Партизан
- Првенство СР Југославије (1) : 1992/93.
- Куп СР Југославије (1) : 1992/93.

### ОМ Витрол
- Првенство Француске (1) : 1993/94.
- Куп Француске (1) : 1994/95.